# Гамидов, Анвар Гамидович
Анвар Гамидович Гамидов (21 января 1924, с. Нижнее Казанище, Буйнакский район, Дагестанская АССР, СССР — 9 ноября 2000) — российский кумыкский поэт, переводчик и педагог.
Родился в семье зажиточного землевладельца. Окончил исторический факультет Чечено-Ингушского государственного университета. Работал завучем Нижне-Казанищенской средней школы, возглавлял Буйнакский районный отдел народного образования, был заместителем главы администрации Апшинского района. С 1967 по 1971 гг. работал завучем Пседахской средней школы Малгобекского района Чечено-Ингушской АССР. В последние годы жизни входил в Совет старейшин района.
Впервые перевёл на кумыкский язык роман в стихах А. С. Пушкина «Евгений Онегин» (1994, в соавторстве с И. Х. Бамматули) и роман М. Горького «Мать» (в соавторстве с М. Макашариповым). Выпустил сборники стихов кум. «Къарангылыкъ къачды бизден», «Яшлагъя» и другие. Некоторые стихотворения Гамидова были включены в хрестоматию по родному языку.
Гамидов был одним из организаторов и руководителей кумыкского народного движения «Тенглик».